# 苻法
苻法（?—?），十六国前秦将领，略阳临渭（今甘肃省秦安东南）氐族，苻雄之子，苻坚庶兄，苻生在位时为清河王。
357年六月，得知苻生图谋自己，和梁平老、强汪率领数百壮士潜入云龙门，和苻坚率领士卒回合，入宫，废除苻生为越王，再将他杀死。因自己庶出，推举苻坚即位，他被封为东海公，侍中、都督中外诸军事、丞相、录尚书事，后来被苻坚之母苟太后猜忌杀害。 